# Elsebeth Egholm
Elsebeth Egholm (født 17. september 1960 i Nyborg) er en dansk forfatter og journalist.
Hun er opvokset i Lisbjerg ved Århus, blev student fra Statsgymnasiet i Hasle og læste efterfølgende musikvidenskab ved Aarhus Universitet og ved Det Jyske Musikkonservatorium. Hun skiftede dog til journalistikken og blev i 1989 journalist fra Danmarks Journalisthøjskole. Som nyuddannet blev hun bagsideredaktør ved Berlingske Tidende.
Siden år 2000 har hun hovedsagelig koncentreret sig om at skrive romaner. Med Skjulte fejl og mangler fra 2002 bevægede hun sig over i femi-krimigenren. Denne roman var den første med journalisten Dicte Svendsen som den nysgerrige amatørdetektiv, der skaber komplikationer for politiets efterforskning. Dicte Svendsen spiller en væsentlig rolle til og med Vold og magt fra 2009, hvor Dictes fortrængte søn, Peter Boutrup, som er opvokset på børnehjem, er mistænkt i en drabssag.
Peter er hovedpersonen i Tre hundes nat fra 2011. I denne roman trækker Egholm på traditionen fra actiongenren og det feministiske præg er stærkt nedtonet. Serien om Dicte Svendsen  blev i 2012 filmatiseret til tv som Dicte, der blev vist på TV 2 i 2013.

## Filmografi
- Den som dræber (manuskriptforfatter), 2011